# Dukes of Dixieland
Dukes of Dixieland ist eine US-amerikanische Band des Dixieland Jazz, die nach Wolf Kampmann als eine der erfolgreichsten Gruppen des in den 1940er Jahren einsetzenden Dixieland-Revivals gelten.

## Geschichte
Die Band, die 1948 von den Brüdern Frank Assunto (Trompete, 1932–1974), Fred Assunto (Posaune, 1929–1966) und ihrem Vater Papa Jac Assunto (Posaune und Banjo, 1905–1985) gegründet wurde, firmierte seit 1949 als The Dukes of Dixieland. Zu ihr gehörten zunächst neben Frank und Fred Assunto, Pete Fountain (Klarinette), Artie Seelig (Piano), Tommy Balderas (Gitarre), Hank Bartels (Bass) und Willie Perkins (Schlagzeug).  Im Laufe ihres Bestehens spielten in der Band auch Musiker wie Jerry Fuller, Tony Parenti, Jack Maheu, Jim Hall und Herb Ellis. Die Band war ursprünglich die Hausband im Club Famous Door auf der Bourbon Street von New Orleans. 1956 zog die Band nach Las Vegas, von wo aus sie auf internationale Tourneen ging. Sie nahm eine Reihe von Alben für die Label Roulette, RCA Victor und Audio-Fidelity auf, darunter auch die weltweite erste Stereo-Platte; 1960 gingen sie gemeinsam mit Louis Armstrong ins Plattenstudio und 1964 auf eine Japantournee, die George Wein als Dixieland to Swing organisierte. Nach dem Tod von Fred und Frank Assunto lösten sich The Dukes of Dixieland in den frühen 1970er Jahren auf.
1974 unternahm der Produzent und Manager John Shoup eine Wiederbelebung der Band, mit Connie Jones als Bandleader, nun als Dukes of Dixieland.  Die Dukes of Dixieland waren ab Mitte der 1970er Jahre eine Touristenattraktion im Vergnügungsviertel des French Quarter von New Orleans. In den 1980er Jahren traten sie in Lulu White's Mahogany Hall auf; danach im Steamboat Natchez. Die neue Band spielte bis zum Jahr 2000 18 Tonträger ein. Für ihr Album Gloryland erhielt sie 1999 eine Grammynominierung. Vorübergehend firmierte die Formation, geleitet von Schlagzeuger Richard Taylor nach 2000, unter dem (vorübergehenden) Namen New Orleans’ Own Dukes of Dixieland und veröffentlichte das Album New Orleans Mardi Gras (2006). Zuletzt erschienen Mitschnitte von Auftritten des von Trompeter Kevin Clark geleiteten Ensembles beim New Orleans Jazz & Heritage Festival und beim French Quarter Festival 2017.

## Lexikalische Einträge
- Ian Carr, Brian Priestley, Digby Fairweather (Hrsg.): Rough Guide Jazz. London 1999, ISBN 1-85828-137-7.
- Wolf Kampmann (Hrsg., unter Mitarbeit von Ekkehard Jost): Reclams Jazzlexikon. Reclam, Stuttgart 2003, ISBN 3-15-010528-5.